# Наталія Когуська-Левенець
Наталія Когуська-Левенець (1905, Вишнівець — 25 січня 2012, м. Вінніпеґ, провінція Манітоба, Канада) — українська письменниця, перекладачка, редакторка.

## З біографії
Народилася 1905 року у селі Вишнівці Крем'янецького повіту на Волині. У 1928 році емігрувала до Канади. Редагувала журнал «Промінь» у Вінніпезі, очолювала Крайову шкільну раду при Комітеті українців Канади. Була головою Союзу українок Канади.

## Творчість
Автор повісті «В полеті до волі» (1938), оповідань, наукових праць.
Окремі видання:
- Когуська Н. В полеті до волі. Повість. — Вінніпег: Український голос, 1938. — 102 с.
- Когуська Н. В полеті до волі. Уривок // Хрестоматія з української літератури в Канаді. — Едмонтон, 2000. — С. 251—257.
- Когуська Н. Мати. Оповідання. — Вінніпег: Українська видавнича спілка, 1941. — 29 с.
- Когуська Н. Новими дорогами. Біографічний нарис про Василя Перепелюка. — Вінніпег: Накладом Василя Перепелюка, 1972. — 242 с.
- Когуська Н. Півстоліття на громадській ниві. Нарис історії СУА Канади 1926—1976. — Едмонтон: Видання СУА Канади, 1986. — 1034 с.
- Когуська Н. Чверть століття на громадській ниві: Історія Союзу українок Канади. 1926—1951. -Вінніпег, 1984.